# Tyler Holt
Pour les articles homonymes, voir Holt.
Tyler Andrew Holt (né le 10 mars 1989 à Gainesville, Floride, États-Unis) est un joueur de champ extérieur de la Ligue majeure de baseball.

## Carrière
Joueur des Seminoles de l'université d'État de Floride, Tyler Holt est repêché par les Indians de Cleveland au 10e tour de sélection en 2010. Il fait ses débuts dans le baseball majeur avec cette équipe le 6 juillet 2014.
Le 27 septembre 2015, Holt est réclamé au ballottage par les Reds de Cincinnati. Il ne joue que 14 matchs dans les majeures en 2015 : neuf pour Cleveland et cinq pour Cincinnati. En 2016, il a la chance de disputer 106 matchs pour les Reds.
Il rejoint les Dodgers de Los Angeles le 6 décembre 2016.